# Thành Khôi
Thành Khôi (tiếng Trung: 成恢; bính âm: Chéng Huī; ? - ?) là thuyết khách thời kỳ Chiến Quốc trong lịch sử Trung Quốc.

## Cuộc đời
Thành Khôi vốn là người nước Ngụy, không rõ xuất sĩ ở nước Ngụy hay nước Hàn. Về sau Thành Khôi ở đất nhà Chu.
Năm 323 TCN, theo kế Liên hoành của Trương Nghi, Sở Hoài vương sai Chiêu Dương đem quân tấn công nước Ngụy, đánh đến phía nam đô thành Đại Lương. Vua Hàn khi đó thừa cơ bao vây đất Tường. Thành Khôi vốn thân với tướng bang nước Ngụy là Tê Thủ, liền đến du thuyết vua Hàn:
[Nếu quân Hàn] mãnh công đất Tường, quân Sở sẽ thuận lợi tiến công. Nước Ngụy chống cự không nổi, sẽ chắp tay nghe lời nước Sở, [khi đó] nước Hàn nguy rồi. Vương không bằng từ bỏ, không đánh Tường. Nước Ngụy không lo lắng nước Hàn, tất cùng nước Sở quyết chiến. Nếu [Ngụy] đánh không thắng, liền Đại Lương đều giữ không được, nói gì đến đất Tường? Nếu [Ngụy] đánh thắng, binh nhung mệt mỏi, đại vương đánh Tường liền dễ dàng.
Nước Hàn trục xuất Hướng Tấn (向晉) về Chu. Hướng Tấn vốn là người Chu, bị Chu trục xuất. Thành Khôi lúc này ở Chu, đến du thuyết Ngụy An Ly vương (277 TCN - 243 TCN) rằng:
Chu nhất định sẽ khoan dung mà đưa [Hướng Tấn] về [Hàn]. Vương sao không nói trước, như thế sẽ có được Hướng Tấn [làm tâm phúc] ở Chu vậy.
Vua Ngụy đồng ý. Thành Khôi lại tới Hàn, du thuyết vua Hàn:
Trục xuất Hướng Tấn là nước Hàn, mà muốn [Hướng Tấn] trở về là nước Ngụy, không bằng nước Hàn sớm gọi [Hướng Tấn] trở về! Nếu không, Hướng Tấn ở Chu, lại hiệu lực nước Ngụy, mà nước Hàn, lại mất đi cơ hội này.
Vua Hàn nghe theo, gọi Hướng Tấn trở về.
Nước Hàn đuổi rồi lại vời Hướng Tấn, khiến cho Hướng Tấn trung thành với nước Hàn, không bị các nước khác lôi kéo. Mà công lớn là nhờ Thành Khôi.

## Trong văn hóa
Thành Khôi không xuất hiện trong tiểu thuyết Đông Chu liệt quốc chí của Phùng Mộng Long.
Trong manga Vương giả thiên hạ của họa sĩ Hara Yasuhisa, Thành Khôi (せいかい; Sei Kai) là tổng đại tướng nước Hàn trong chiến dịch Hợp tung (241 TCN). Trong tác phẩm này, Thành Khôi vốn là một mỹ nam tử, song do dành nhiều năm để nghiên cứu độc dược, nên khiến dung mạo trở nên dị dạng. Trong ngày thứ bảy của trận chiến Hàm Cốc quan, Thành Khôi xác định vị trí đứng của chỉ huy quân Tần là Trương Đường, rồi cho quân sĩ dùng nỏ bắn chất độc lên đoạn thành đó. Về sau, liên quân bại trận, Hàn Khôi bị Trương Đường chém chết khi có ý định chạy trốn.